# Gynacantha vesiculata
Gynacantha vesiculata é uma espécie de libelinha da família Aeshnidae.
Pode ser encontrada nos seguintes países: Angola, Camarões, República do Congo, Etiópia, Gana, Guiné, Libéria, Malawi, Moçambique, Nigéria, Serra Leoa, Tanzânia, Uganda e Zâmbia.
Os seus habitats naturais são: florestas subtropicais ou tropicais húmidas de baixa altitude e áreas húmidas dominadas por vegetação arbustiva.